# Julius Goldiner
Karl Robert Julius Goldiner (* 18. Januar 1852 in Berlin; † 11. Oktober 1914 ebenda) war ein deutscher Verleger von Ansichtskarten.

## Leben
Goldiner wurde als Sohn des Schneidermeisters Josef Karl Goldiner und dessen Ehefrau Wilhelmine geb. Graff geboren.
Mitte der 1890er-Jahre gründete er in Berlin den Kunstverlag J. Goldiner. Dieser entwickelte sich in der Folgezeit zu einem der bekanntesten Ansichtskartenverlage in Berlin. Seine Frau Auguste Goldiner (geb. Bock, 1856–1941) und seine Tochter Elisabeth (1879–1945) führten nach seinem Tod die Firma J. Goldiner weiter. Nach dem Tod von Elisabeth Goldiner am 3. November 1945 übernahmen Charlotte Kröger (geb. Goldiner), Erna Quiring (geb. Kröger) und Lore Kröger das Postkartengeschäft, das sich bis 1977 in Berlin nachweisen lässt.